# Discolaimium latum
Discolaimium latum är en rundmaskart. Discolaimium latum ingår i släktet Discolaimium och familjen Dorylaimidae. Inga underarter finns listade i Catalogue of Life.